# Bačko Dušanovo
Bačko Dušanovo (cyr. Бачко Душаново) – wieś w Serbii, w Wojwodinie, w okręgu północnobackim, w mieście Subotica. W 2011 roku liczyła 627 mieszkańców.